# Guadalcázar (Spanyolország)
Guadalcázar település Spanyolországban, Córdoba tartományban. Guadalcázar Córdoba, La Rambla, La Carlota, Fuente Palmera, Almodóvar del Río és Écija községekkel határos. Lakosainak száma 1556 fő (2024).

## Népesség
A település népessége az elmúlt években az alábbi módon változott:
| Lakosok száma | 1166 | 1215 | 1261 | 1519 | 1630 | 1604 | 1591 | 1583 | 1562 | 1556 |
|               | 2001 | 2004 | 2006 | 2009 | 2011 | 2014 | 2016 | 2019 | 2021 | 2024 |